# كارلو فيلا
كارلو فيلا (بالإيطالية: Carlo Villa)‏ (28 مايو 1912 في إيطاليا - 5 ديسمبر 1975 في إيطاليا) هو لاعب كرة قدم إيطالي في مركز الوسط. لعب مع إنتر ميلان وإيه سي ميلان ونادي جنوى ونادي نوفارا ونادي سيرينيو كالتشيو 1913 وايه سي فانفولا 1874.

## وصلات خارجية
- كارلو فيلا على موقع قاعدة بيانات كرة القدم.إي يو (الإنجليزية)
- كارلو فيلا على موقع عالم كرة القدم.نت (الإنجليزية)